# Тимелія серподзьоба
Тиме́лія серподзьоба (Pomatorhinus superciliaris) — вид горобцеподібних птахів родини тимелієвих (Timaliidae). Мешкає в Гімалаях і Південно-Східній Азії. Раніше цей вид відносили до монотипового роду Xiphirhynchus, однак за результатами молекулярно-генетичного дослідження його було переведено до роду Тимелія-криводзьоб (Pomatorhinus).

## Опис

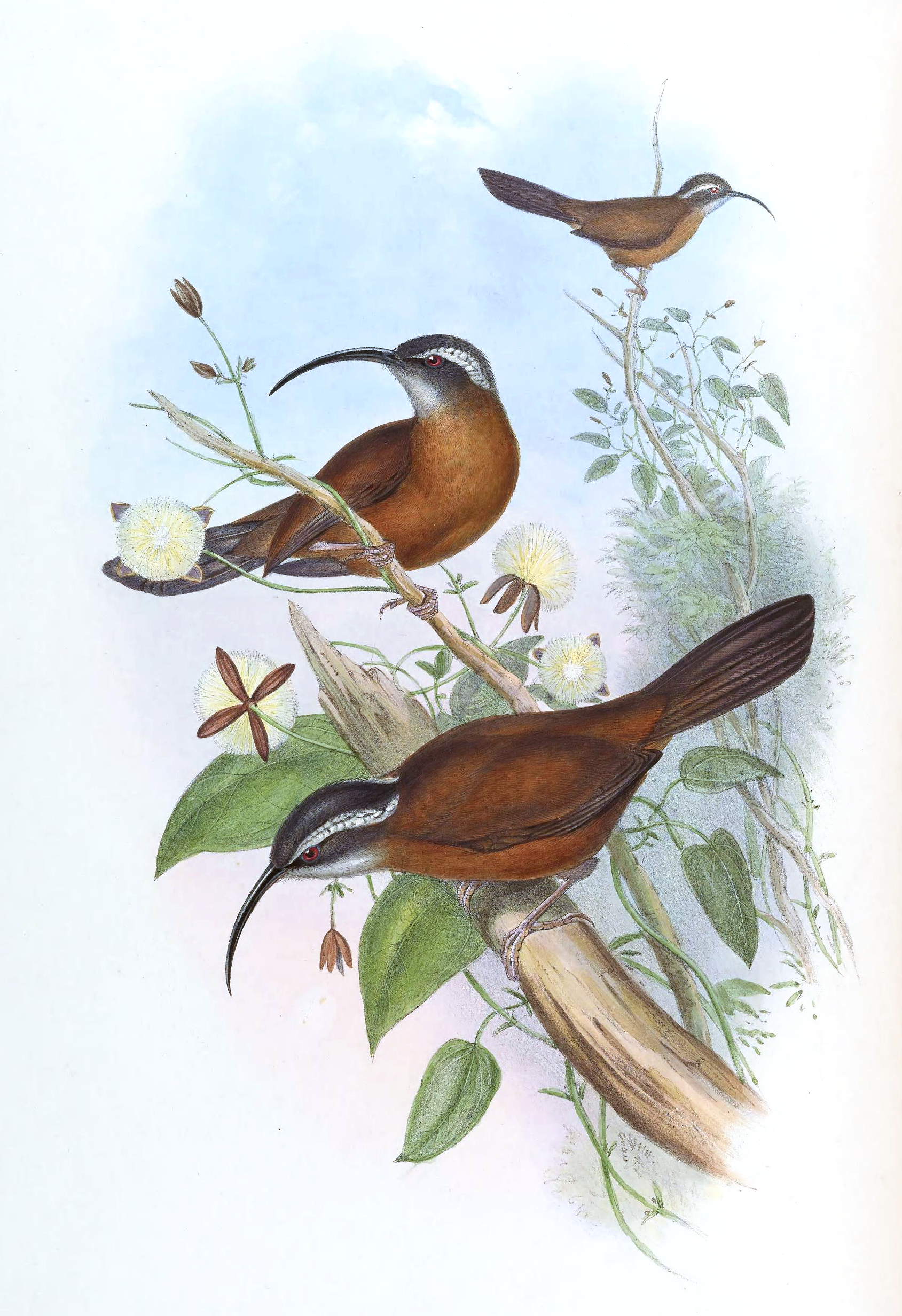
Серподзьобі тимелії

Довжина птаха становить 20 см. Верхня частина тіла сірувато-коричневе, голова темно-сіра, над очима білі "брови". Нижня частина тіла рудувато-коричнева. Дзьоб довгий, вигнутий.

## Підвиди
Виділяють чотири підвиди:
- P. s. superciliaris (Blyth, 1842) — східні Гімалаї;
- P. s. intextus (Ripley, 1948) — Ассам на південь від Брахмапутри і західна М'янма;
- P. s. forresti (Rothschild, 1926) — північно-східна М'янма і Юньнань;
- P. s. rothschildi (Delacour & Jabouille, 1930) — північний В'єтнам.

## Поширення і екологія
Серподзьобі тимелії мешкають в Непалі, Бутані, Індії, Бангладеш, М'янмі, Китаї, Лаосі і В'єтнамі. Вони живуть в бамбукових заростях і вічнозелених лісах. Зустрічаються на висоті від 1400 до 3500 м над рівнем моря. Живляться комахами та їх личинками, а також ягодами. і індії сезон розмноження триває з квітня по липень. Гніздо кулеподібне, розміщується на землі. В кладці від 3 до 5 яєць.